# شينيا شيراكاوا
شينيا شيراكاوا (باليابانية: 白川 伸也) (7 أغسطس 1981 في كاغوشيما في اليابان – )؛ هو لاعب كرة قدم سابق كان يلعب كمدافع.